# Temple de Ptah (Menfis)
El temple de Ptah de Memphis és el principal temple egipci dedicat a l'adoració de Ptah. Se li coneixia com a Hout-ca-Ptah, que en egipci antic significa el 'castell de Ca de Ptah". Aquest temple s'estenia per la major part del recinte principal de la ciutat.
No tenim encara dades que proporcionen amb fiabilitat una indicació completa del lloc, la seua antiguitat, el seu paper en la història del país, la ubicació a la punta del delta del Nil, prop de la nova capital d'Egipte, el Caire: només unes poques restes disperses envolten el desenvolupament urbà de tota la regió.
La seua ubicació es va perdre després de la destrucció de la ciutat al segle xiii, i només el testimoniatge d'escriptors clàssics i cronistes de l'edat mitjana n'han permés certificar l'existència i la seua grandesa. Actualment, només els vestigis de la seua sala hipòstila i la seua torre són encara visibles; la resta de l'edifici encara no s'ha trobat, probablement és sota el poble de Mit Rahina (Memfis): cada vegada apareixen més restes a la zona.
La sala hipòstila es va encarregar durant el regnat de Ramsés II. La decoració va continuar durant el regnat del seu fill i successor, Merenptah, com ho demostren les marques que va fer a l'escultura a la base de les parets de granit de l'habitació. Ramsés III també hi sumarà la seua marca per escrit i el seu títol darrere dels seus il·lustres avantpassats.
La sala hipòstila i la torre s'afegiren al ja existent temple de Ptah i per això es troben a la rodalia del gran temple d'Amon-Ra de Karnak.
Els primers intents per identificar les ruïnes del temple de Ptah començaren al s. XVI. I a finals del segle xviii, els estudiosos que aportà Napoleó anaren al lloc i van aplanar el camí de les primeres exploracions.

## El recinte d'Hout-ca-Ptah

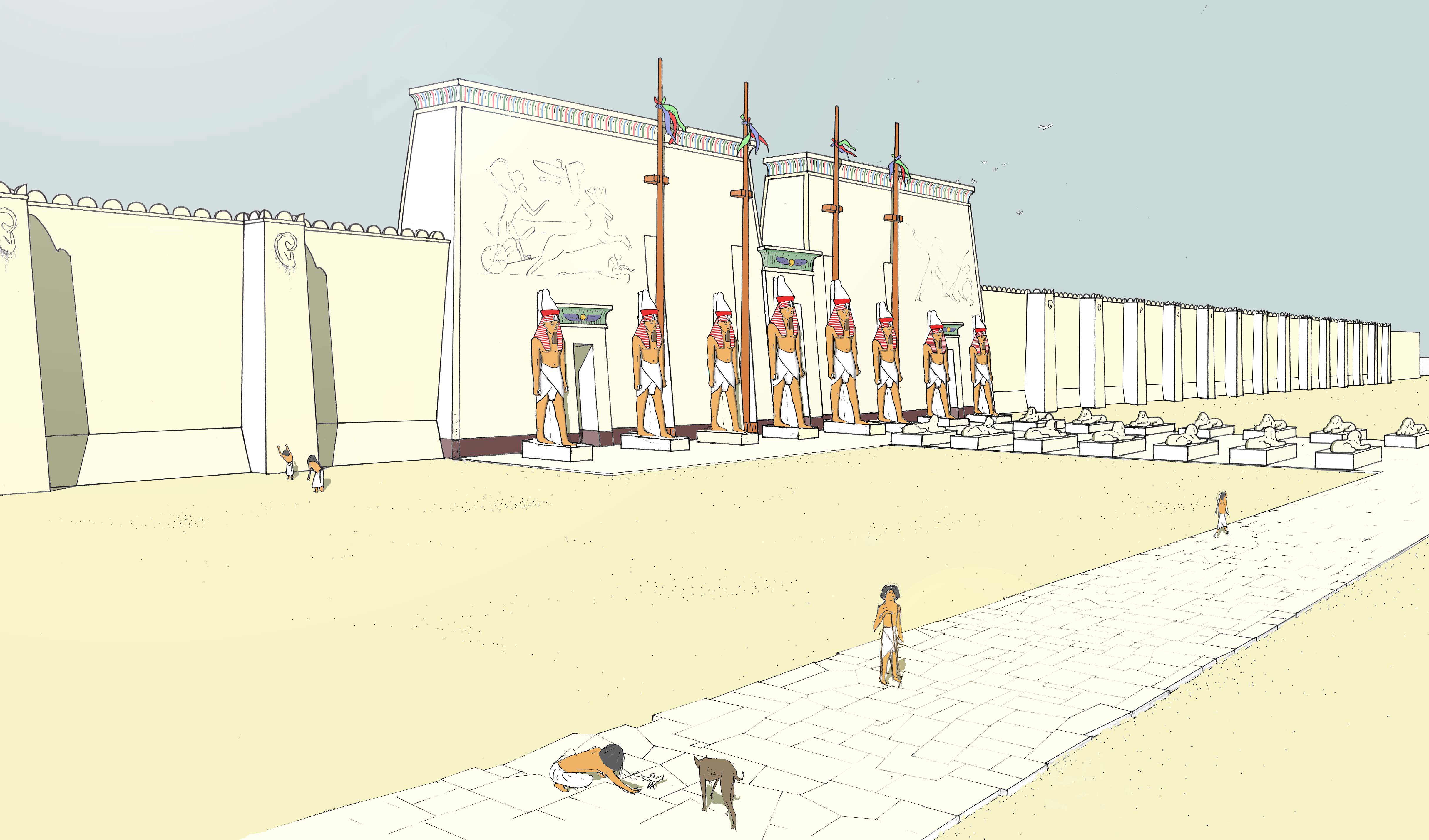
Recreació de la façana occidental
del gran temple de Ptah a Memphis, dinastia XIX d'Egipte

El gran recinte, el traçat del qual ha estat identificat i se n'han explorat algunes ruïnes en diverses excavacions del s. XIX i principis del xx, es va construir en tova a partir del final del període hel·lenístic, inclosa la dinastia ptolemaica.
Forma un perímetre irregular quadrangular orientat d'est a oest i de nord a sud, amb la paret oriental, el costat més llarg del recinte, de més de sis-cents metres de llarg. L'angle sud-oest s'ha estudiat particularment, a causa de la presència de les ruïnes d'un petit temple dedicat a Ptah i d'una capella de Seti I. El traçat en aquest lloc té forma esglaonada i una torre a la cantonada, que demostra que en el moment de la restauració, al final de l'època faraònica (poc de temps abans de la conquesta romana), la muralla es componia d'una successió de grans bastions sortints. Aquest tipus de recinte és característic de l'època i es troba en altres llocs contemporanis més importants al llarg del Nil occidental.
El recinte s'ampliaria amb els principals llocs de devoció que s'havien assentat al voltant del gran temple de Ptah. Impressionant per la grandària, l'entrada principal era al sud; el temple llavors es trobava "enfront de l'orientació del món" d'acord amb els antics egipcis.
Altres tres accessos hi havia en els altres tres punts cardinals i s'obrien a les diferents àrees principals de la ciutat. A l'est del palau, la necròpoli, a l'oest i al nord el segon gran recinte gran Memphis. La identificació de la principal via d'accés s'ajusta a aquesta descripció gràcies a l'historiador Heròdot, que va visitar el lloc en el moment de la segona invasió persa o poc abans de la presa del poder d'Alexandre el Gran amb els Ptolomeus.
És possible que aquest traçat estiga fet abans de la planificació urbana del lloc. Pel paper exercit pel déu Ptah, en la coronació reial i jubileus, aquest lloc ha estat objecte d'ampliacions fetes per alguns faraons que volien testimoniar la seua devoció a la vella deïtat memfita.
Thutmosis IV i el seu fill Amenofis III s'embarquen en un programa a gran escala arquitectònica a Memfis, inclosa la construcció dels Propileus i la reconstrucció del santuari del déu. Les petjades d'aquests edificis indiquen que la majoria d'aquestes expansions se situen a l'oest d'Hout-ca-Ptah, el costat del districte d'Ânkh-Taoui, famós pels camps de conreu que s'estenien pel desert del Sàhara.
Els treballs de camp revelaren que el Nil, que llavors fluïa prop del temple de la dinastia XVIII, es va moure cap a l'est al llarg dels segles buidant noves terres per a l'expansió de la ciutat i els seus santuaris en aquesta direcció. Durant les dinasties XIX i XX el gran temple de Ptah s'hi desenvolupà i li ampliaren les parets per ordre de Ramsés, en honor del gran déu de Memfis, el culte del qual era molt important.
Durant el Tercer Període Intermedi, una vegada més tenim a l'oest les atencions dels faraons de les dinasties XXI i XXII: ordenaren al summe sacerdot de Ptah nous monuments. Sheshonq I mana fer la construcció del temple del déu davant un tribunal, amb columnes i una torre, anomenat el castell de Milions d'Anys de Sheshonq, l'Estimat d'Amon.
Sembla, però, que el mur sud es trobava alineat amb l'antic palau i el temple va ser construït en la dinastia XIX pel fill de Ramsés II, Merneptah. Es demostra perquè el límit meridional del tèmenos es troba en la part més antiga del temple. Altres hipòtesis sostenen que durant l'Imperi Nou les cambres foren separades per les vies processionals.
Aquestes vies s'han identificat al sud del lloc, on una s'uneix a un petit temple dedicat al principal déu de Memfis, on el recinte tardà marca l'angle sud-oest. Una altra que ix de la gran porta sud del temple, probablement apunta al recinte d'un temple dedicat a Hathor. En la dècada de 1970, un petit temple o santuari amb un altar amb forma de la dea es va trobar el llarg d'aquest camí sagrat. Havia de formar un dels camins del sud que conduirien els vaixells en algunes grans processons divines.
L'Hout-ca-Ptah llavors ocupava el centre d'aquest complex de temples que literalment vivia dins la ciutat antiga.

## La porta nord de l'Hout-ca-Ptah

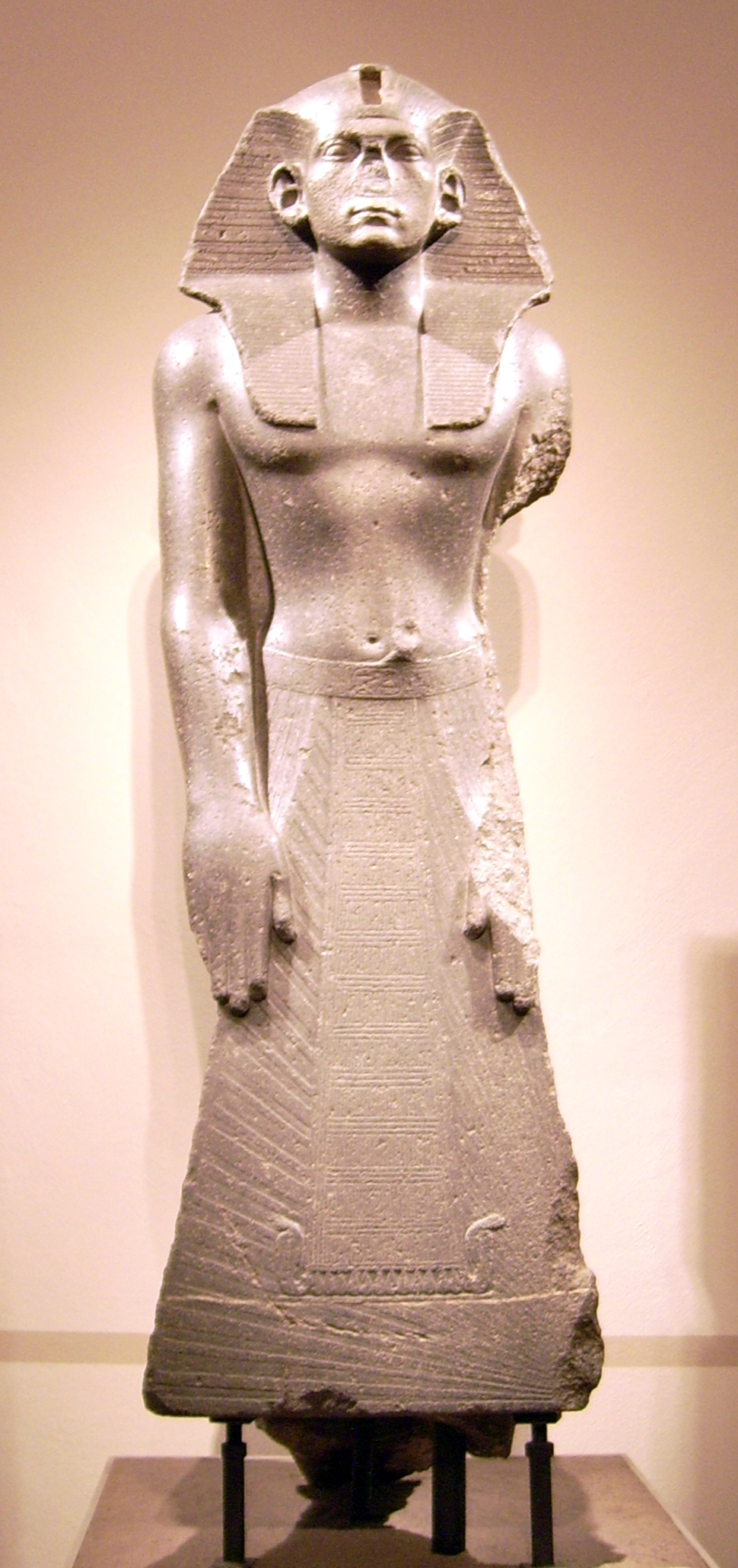
Estàtua d'Amenemhet III, usurpada per Merenptah, es trobà a la part nord de lHout-ca-Ptah, Museu Egipci de Berlín

Heròdot ens dona testimoniatge de les entrades del temple de Ptah. D'acord amb aquesta evocació, al nord hi havia un propileu gran construït per un rei que anomena "Moeris" i que la majoria d'egiptòlegs identifiquen amb Amenemhet III de la dinastia XII.
Aquesta part de la zona sagrada de Ptah correspon, doncs, al santuari més antic santuari del conjunt i s'hi han descobert estàtues reials dedicades a alguns faraons de l'Imperi antic de les dinasties IV i V, per exemple de Khefren, Menkaure, de Niuserre i Menkauhor. Petites, estan exposades en el Museu del Caire i han estat durant molt temps els únics retrats dels faraons d'aquest període, abans dels recents descobriments d'Abusir i Saqqarah.
Altres se'n remunten a l'Imperi Mitjà, i probablement indiquen el lloc d'un santuari dedicat al culte dels avantpassats del rei. En efecte, aquestes relíquies es troben als temples de Karnak de Tebes, els d'Abidos, o a Serabit el-Khadem al Sinaí, on els governants de la dinastia iniciaren la construcció d'una capella dedicada a l'adoració dels seus predecessors d'Horus, amb textos i dedicatòries d'estàtues reials.
Aquest degué ser el sector on es col·locaren les grans esteles amb els registres històrics de les dinasties, incloent diversos fragments que van ser trobats fora de context, però que els egiptòlegs identifiquen com a procedents de Memfis. Aquests citen la famosa pedra de Palerm que registra oficialment les primeres dinasties fins al regnat de Nefererkare Kakai de la cinquena dinastia, les peces de la qual estan disperses entre el Museu de Palerm, del Caire i el de Petrie a Londres. Un altre fragment semblant es va trobar reutilitzat com a base d'un gran colós de Ramsés II, i registra els annals del regnat d'Amenemhet II. La pedra és encara al lloc, en les ruïnes de la torre occidental del temple de Ptah, que inclou reutilitzacions de diferents llocs de la zona i del mateix temple.
En la part nord-est del recinte, l'egiptòleg Joseph Hekekyan a mitjan s. XIX va descobrir diverses talata (un bloc de tres, és una pedra de construcció de gres), un signe de la inversió de l'Imperi Nou per construir una nova part del temple durant el període ramsèsida. Aquestes petites pedres són característiques d'un edifici construït durant el regnat d'Akhenaton. Donen fe d'un temple dedicat al culte del déu Aten, que els investigadors situen a l'est de l'Hout-ca-Ptah, no lluny de la seu palatina de la ciutat.
Després de l'aventura religiosa d'Aten, sota la pressió dels clergues tradicionals del país, els successors del faraó Reformista desmantellaren sistemàticament els temples que havia construït a les principals ciutats, i en farien provisió de materials. Aquesta part del temple de Ptah-ca-Hout conté els darrers regnats de la dinastia XVIII, o més probablement l'inici de la següent, els primers faraons, Ramsés I, Seti I i sobretot el seu fill el gran Ramsés II i són els destructors més grans del treball d'Akhenaton, i els grans restauradors de Memfis i els seus cultes.
S'ha trobat una estela a Abu Simbel que Ramsés II va erigir en honor del déu Ptah i que evoca la gran obra que el rei inicià en Hout-ca-Ptah. Data els 35 anys del rei, i commemora la unió d'Egipte i la zona d'Hatti pel tractat de pau i el matrimoni entre el faraó i la filla del rei hitita Hattusili III, miracle que Ramsés va atribuir al déu de Memfis.

Després d'esmentar aquests fets, que coronen la diplomàcia d'Egipte, Ramsés declara:
| « | "El seu santuari de Memfis s'amplià. Fou condecorat amb obres d'eternitat i perfecta execució de treballs de pedra, adornat amb or i joies. Demaní una obertura per a tu al nord, abans d'una esplèndida torre. Les portes li arriben al cel. La gent ha fet ofrenes i oracions en aquest indret. He construït un magnífic santuari dins del recinte. La imatge de cada déu s'exalta en aquest lloc sagrat innaccessible." | » |

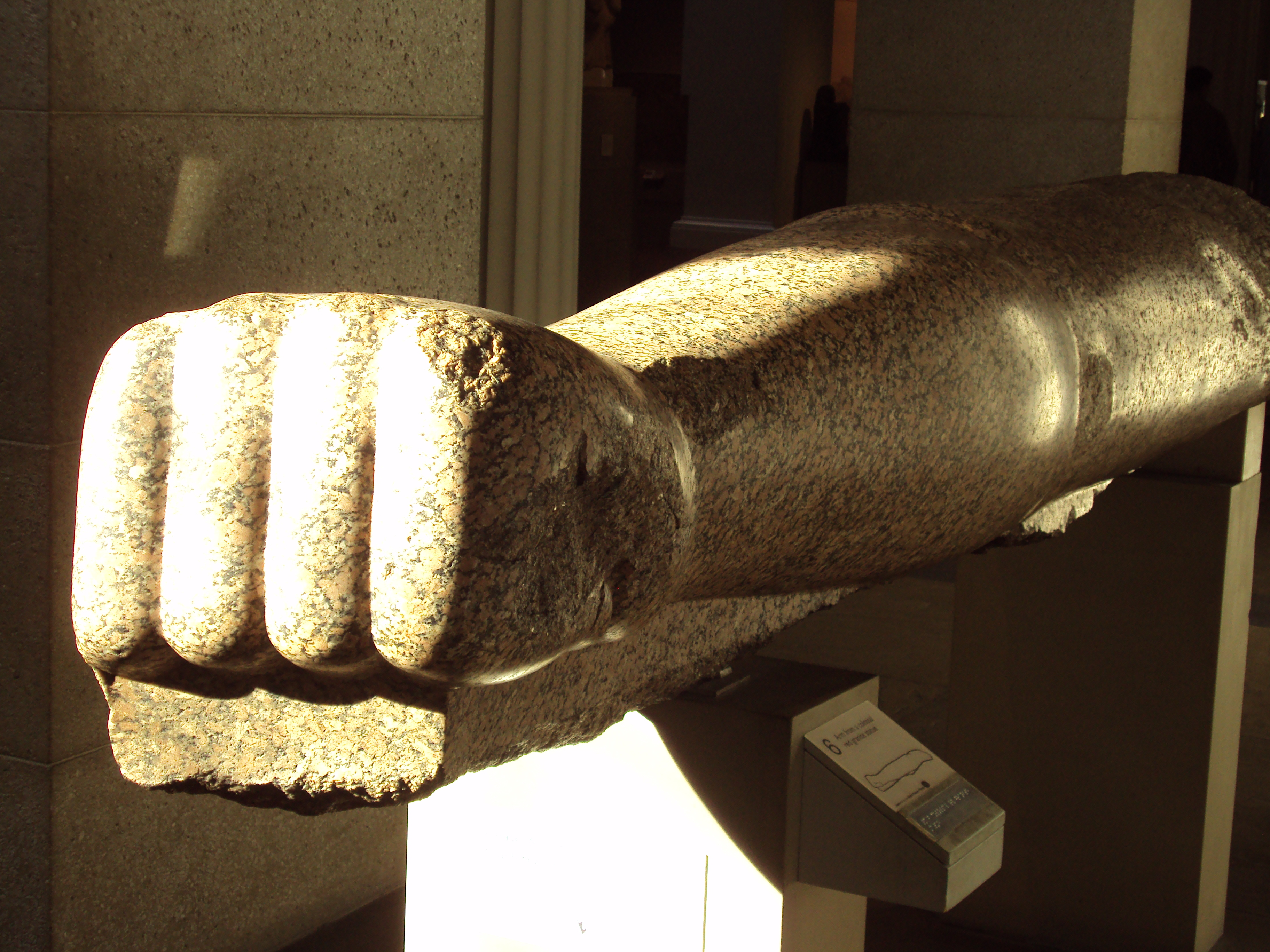
Braços del vestigi d'un colós de granit vermell que adornava l'entrada del gran temple de Ptah. Museu Britànic

Al nord-oest, William Matthew Flinders Petrie va identificar una porta. D'acord amb l'arqueòleg, la porta era lluny del lloc per la presència del llac de Ptah, l'estany famós esmentat per les fonts antigues, on es feien processons nàutiques, i és el lloc d'una depressió al nord del recinte del temple Hout-ca-Ptah que separa el gran recinte que alberga al nord el temple de Neith.
S'han trobat, però, grans fragments de colossos realitzats en granit al centre del recinte, indicant que potser no era una gran porta. Es van identificar i mesurar pels científics de la campanya a Egipte del segle xviii, abans d'enviar-los a Europa: es poden veure encara al Museu Britànic de Londres, una estàtua monumental reial dempeus.
La dimensió del colós permet imaginar la considerable grandesa del portal nord del gran temple, si bé és cert que el cap d'aquest gegant excedia l'elevació de l'edifici, adornant-lo. Hauria de ser visible des d'una certa distància, com un obelisc situat davant d'una torre.
La gran esfinx de Ramsés II, actualment al Museu de la Universitat de Pennsilvània, descoberta per Petrie, indica la presència d'un dromos a la mateixa zona.
A la rodalia s'ha descobert la diada de Ramsés II dempeus al costat de Ptah-Tatenen. L'excavació de la paret del nord ha posat de manifest un espai de gairebé trenta-cinc metres d'ample i onze de profunditat, que encaixa molt bé amb la grandària d'un gran portal. Les bases d'una porta monumental, així com una llinda amb el cartutx d'Amenemhet III confirmà que era clar que Heròdot havia vist la porta. En explorar l'interior de la cambra en aquesta ubicació, Petrie va veure una columnata composta per quatre files de cinc columnes, de les quals només queden els fonaments de més de quatre metres d'espessor. Aquest portal havia de formar una atri al pati.
Aquest descobriment demostra que el temple a l'extrem nord tenia almenys una porta gran, amb esfinxs, estàtues i dignataris reials col·locats al davant, o una cort, tal vegada protegits per un suport de columnes.

## La porta d'entrada est i el temple oriental de Ptah

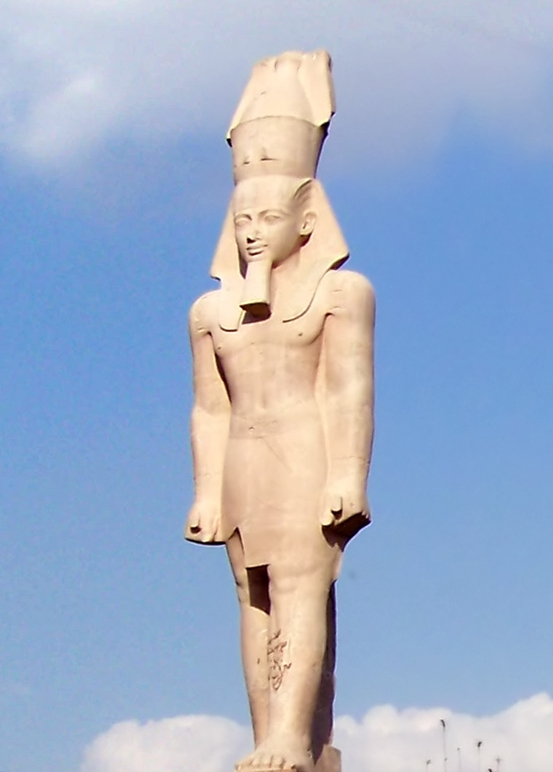
Rèplica d'un colós en granit de Ramsés II al Caire

Segons Heròdot, un rei anomenat "Asychis" va construir-ne el pòrtic oriental, però la seua identificació segueix sent incerta.
Aquest gran portal estava precedit de colossos i s'obria a l'àrea dels palaus reials situats a l'est del gran recinte. Entre les efígies reials que eren davant d'aquesta porta, hi ha un colós de granit monumental de Ramsés II que fa més de tres metres i mig, amb el cap coronat amb la pschent, i dues plomes Tatenen. els peus es troba en una nova base elevant encara més al colós.
Trobat al 1854 per Joseph Hekekyan, aquest monòlit colossal l'usurpà Ramsés IV de la dinastia XX. Dividit en tres parts, constitueix, amb el colós ajagut de Ramsés II i la gran esfinx d'alabastre, les úniques restes visibles de l'antic temple de Ptah.
El conjunt fou restaurat i l'estàtua s'envià oficialment al Caire el 1950 per adornar el centre de la plaça de l'estació principal de trens, amb el nom de Mesurin Ramsés. Exposat a la contaminació de la metròpoli durant mig segle, el Consell Suprem d'Antiguitats decidí traslladar l'estàtua de Guiza per restaurar-la i donar la benvinguda a l'entrada del Gran Museu Egipci, prop de la famoses piràmides.
La porta oriental del temple donava a un gran pati o una cort; també hi havia estàtues i se n'han trobat algunes; s'hi ha recuperat l'estela d'Apries, faraó de la dinastia XXVI, ara al museu a l'aire lliure. Aquesta estela replega el decret d'un rei en favor de l'Hout-ca-Ptah i els seus dominis, i hi estableix els impostos i ingressos del santuari.
Petrie va realitzar una sèrie d'excavacions al llarg d'un eix, per reconéixer les restes del temple de Ptah. El lloc s'havia modificat per complet a l'edat mitjana. En els nivells més profunds d'aquests sondeigs, es van descobrir alguns elements de l'Imperi antic i l'Imperi mitjà, com utensilis de coure, ceràmica i altres petits objectes. També es va determinar el nivell dels fonaments del temple de la dinastia XVIII i hi descobriren elements amb el nom d'Amenofis III, que poden pertànyer al santuari del déu Ptah.
Una mica al nord de la ubicació del gran colós de granit, es troben les restes d'una gran torre. Els elements descoberts, com peces d'una cornisa que coronaven l'edifici, tenen el nom de Ramsés VI. De gran dimensió, el monument d'aquesta cornisa adornada és impressionant. Els dos blocs de la cantonada amb cartutxos reials, separats per una sèrie de palmeres estilitzades, són de granit vermell d'Assuan. Això explica que s'hagen conservat i els luxosos materials utilitzats en aquest edifici, davant del qual abans era el colós de Ramsés II.

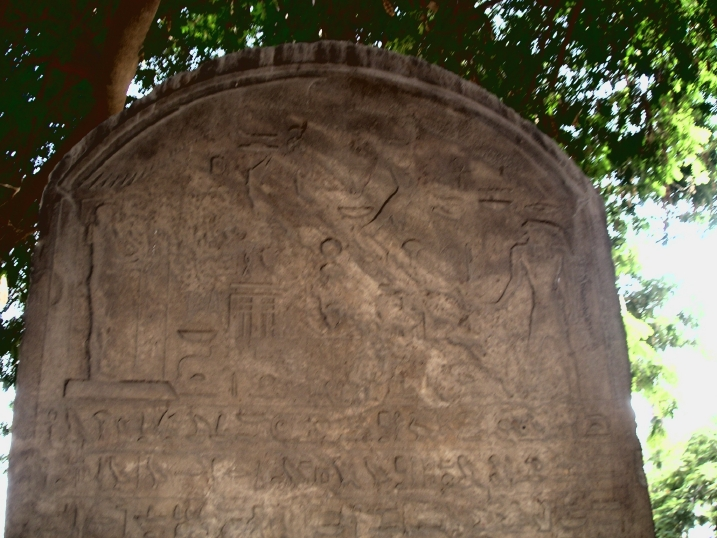
Estela d'Apries. Museu a l'aire lliure de Mit Rahineh

S'hi van exhumar dues columnes circulars de granit, probables restes d'una columnata. Duen el nom de Ramsés II.
Al seu voltant s'han trobat fragments d'estàtues de diferents èpoques, característica dels temples egipcis que donen la benvinguda al lloc, a més altres estàtues reials i esteles, desbordades d'ofrenes dels dignataris del regne i del poble de Memfis.
Aquests conjunts d'estàtues foren recollits i enterrats pels sacerdots i ofereixen una valuosa informació del lloc als egiptòlegs.
El descoberta de Petrie no era un dels tresors ocults més grans, sinó ofrenes al lloc on es preparaven, prop de la porta oriental del témenos de Ptah. Més a l'est, l'arqueòleg va trobar un altre recinte que data del regnat de Ptolemeu IV.
Una mica més al sud, però fora del recinte principal, Merenptah havia construït el seu temple dedicat a Ptah i un palau cerimonial molt gran. Aquest palau temple tenia davant un portal nou que fou excavat al s. XX. El temple de Ptah de Merenptah ha estat buidat i també part de la seua casa: havia obert una gran porta al sud amb vista a un pati obert, àrea que pertanyia als santuaris que encara queden per explorar en la part nord de l'edifici.
La majoria dels elements d'aquesta excepcional col·lecció es troben ara al museu de la Universitat de Pennsilvània i al Museu del Caire. En aquest cas, probablement, el rei ordenà la reconstrucció del mur dels principals dels santuaris ja existents. Al sud del mur de Ramsés II hi ha una paret que consta de bastions merletats formats per plafons i decorats amb unes orelles grans, que revelen un aspecte molt singular del temple de Memphis.

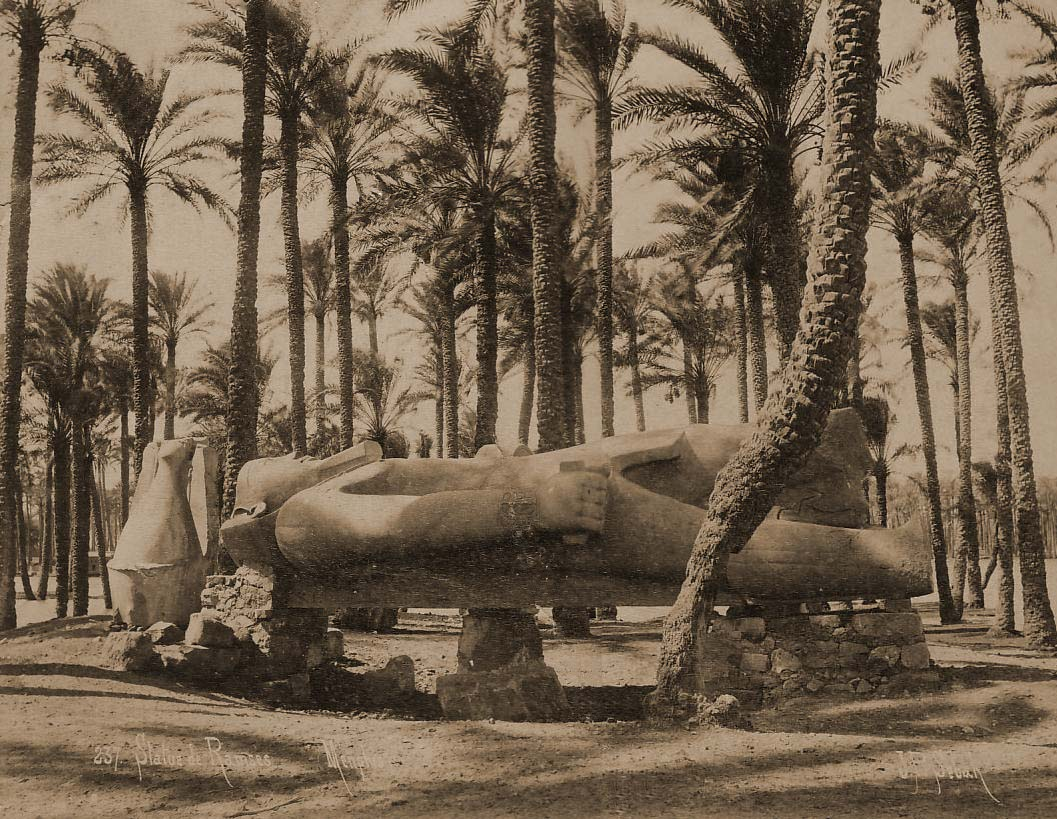
El colós de granit de Ramsés II, abans d'enviar-lo al Caire

D'acord amb aquesta hipòtesi, recolzada per l'egiptòleg Rudolf Anthes, el recinte i, per tant, l'àrea del temple del déu Ptah hauria estat considerablement ampliada, i haurien ocupat gran part de la ciutat.
Altres egiptòlegs observen que els recintes estaven separats però connectats entre si, i orientats d'acord amb un punt central constituït pel gran temple de Ptah i el seu gabinet, que sempre fou objecte de culte popular.
L'estudi de Memfis a partir de la dècada de 1980 per la Societat d'Exploració d'Egipte confirma per mesuraments que la porta de l'est és a l'eix de la part occidental del temple de Ptah format per la torre gran i la sala hipòstila de Ramsés II, i demostra que les dues parts estaven relacionades, i pertanyien al mateix edifici.
Gràcies a aquests descobriments, fou possible restaurar, a l'est del temple de Ptah, un gran portal construït sota Ramsés. És anterior al temple de la dinastia XVIII i incloïa una gran torre construïda amb granit o pedra molt dura procedent del sud. Precedida per diverses estàtues reials, el gran colós de les quals de granit era de Ramsés II, estava adornada al voltant amb moltes estàtues de diverses grandàries, així com d'esteles. Aquesta porta donava a un pati de columnes, part del qual era també de granit. Més enllà estava el temple de la dinastia XVIII, que alberga el santuari del déu.

## La porta sud i l'eix meridional del temple

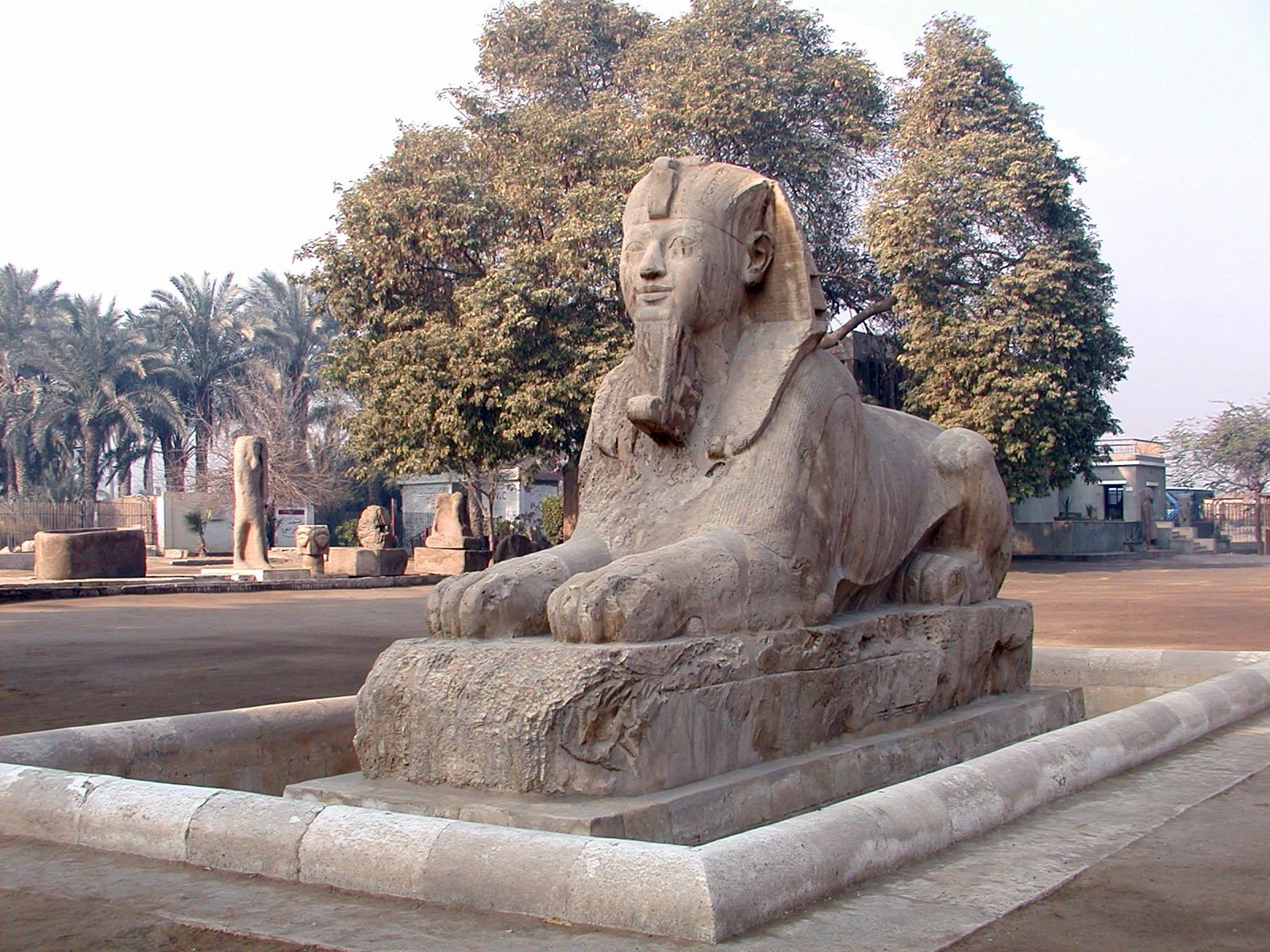
Gran esfinx de Memfis

La part sud del temple i les ruïnes trobades eren de les més riques en monuments i adorns, pertanyien a un rei que Heròdot denomina "Sesostris", les gestes de la qual i monuments que li atribueix identifiquen Ramsés II; també inclouen les ampliacions fetes per Psamètic I que va construir els propileus del sud.
De fet, molts dels elements de pedra que formen la col·lecció del petit Museu a l'aire lliure de Memfis provenen d'aquest sector.

### La gran esfinx de Memfis
El monòlit de la Gran Esfinx de Memfis fou descobert al s. XIX, a pocs metres al nord-est de la ubicació de la gran porta del sud, a l'interior del recinte. És un dels majors exemples d'estatuària que segueix al lloc originari. Data de la dinastia XVIII, pel seu estil, encara que no se'n sap la data exacta, perquè ha sobreviscut sense inscripcions.
Quan es va descobrir, igual que el gran Colós de Ramsés II, l'Esfinx havia estat soterrada sota un al·luvió, i això la va protegir dels atacs del temps; la base que contenia inscripcions de dedicatòria fou la més exposada a la intempèrie i n'ha erosionat la datació; podria haver estat tallada durant el regnat d'Amenofis II i Tuthmosis IV.
La ubicació del seu descobriment i la seua colossal grandària suggereix que hi havia un monument significatiu a la part sud-est de l'Hout-ca-Ptah.

### El gran colós de Ramsés II

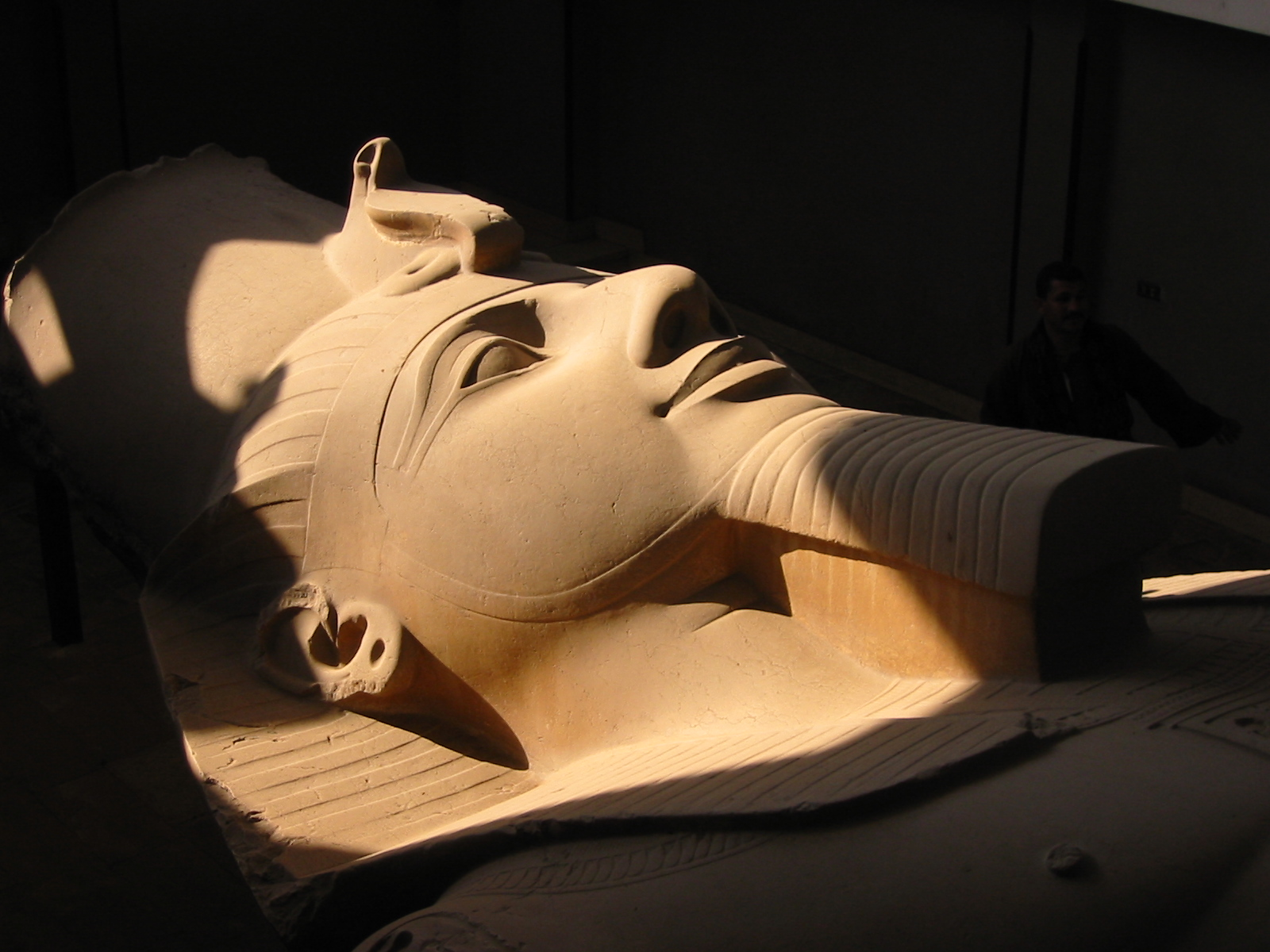
Detall de la cara del colós de Ramsés II, al Museu de Memfis

El colós ajagut de Ramsés II és el principal monument d'aquesta part del temple que ha sobreviscut.
Fet d'un bloc de pedra calcària silícia, que fa gairebé tres metres sense incloure les extremitats inferiors ni la base. A diferència de moltes estàtues tallades d'altres governants que usaran el nom del gloriós rei de la dinastia XIX, el colós de Memfis és un excel·lent exemple del mestratge de la estatuària dels tallers reials del regnat de Ramsés. Les proporcions del cos són harmonioses, el rostre emmarcat en la nemes sobreïx de la pschent; és un dels millors retrats coneguts de Ramsés II.

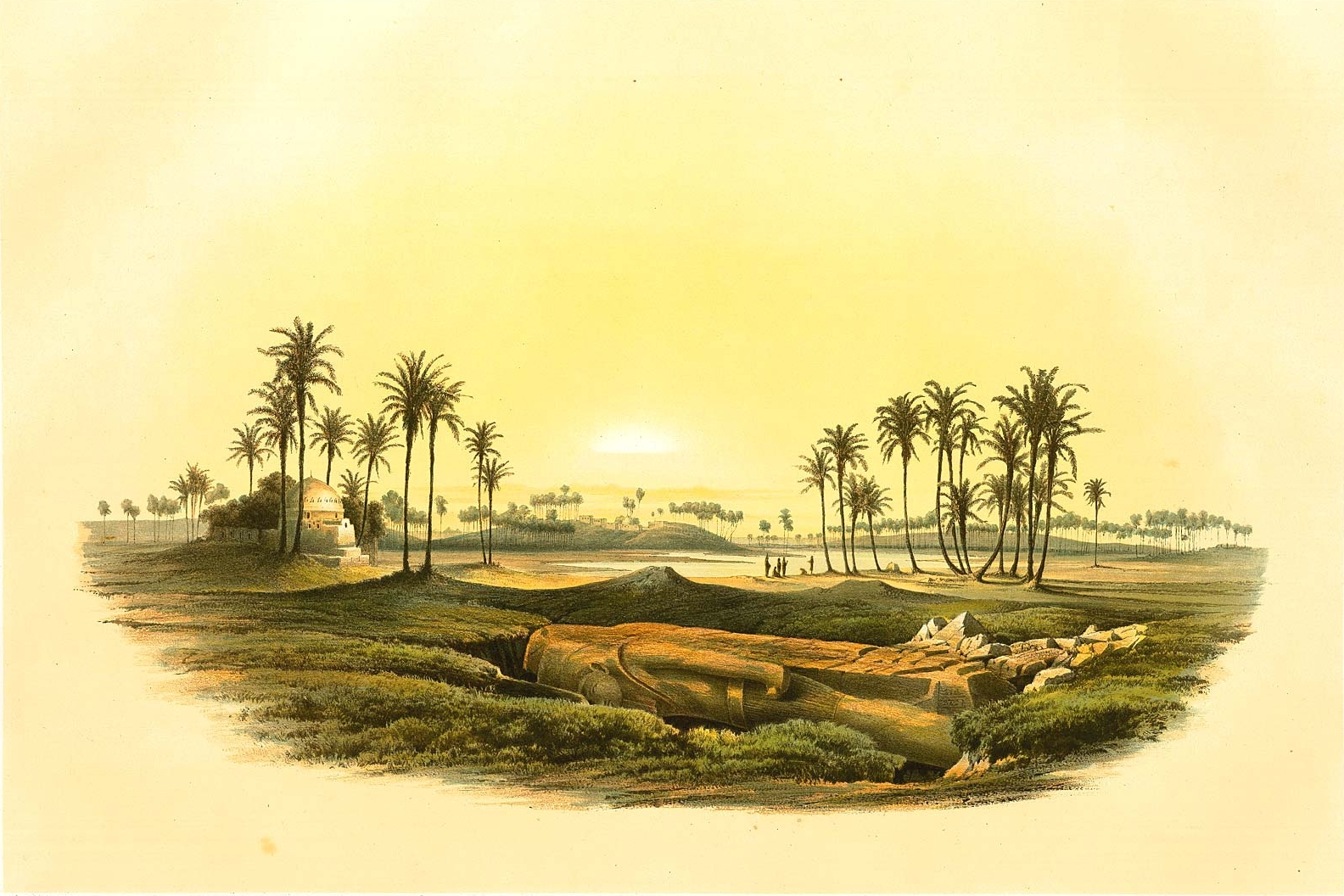
El gran colós de Ramsés II en alabastre, poc després de ser descobert al recinte sud de lHout-Ca-Ptah

Aquesta representació colossal del faraó és probable que dominara la gran porta sud del temple. Només la grandària del colós es pot considerar una porta, amb més de deu metres d'alçada.
De l'interior del temple, més enllà de l'entrada monumental, no queda res tangible en l'actualitat: l'àrea fou envaïda fa molt de temps per les cases de la ciutat de Mit-Rahineh: el que seria el centre de la cambra, de moment, no es pot investigar.
D'acord amb la descripció d'Heròdot, un gran pati seguiria aquesta entrada monumental. Construït per Psamètic I, estava envoltat de pòrtics els pilars dels quals eren decorats amb colossos d'Osiris, la grandària dels quals era de 12 m d'alçada.
A la part oriental havia d'haver-hi un monument important, perquè és ací on aparegué la Gran Esfinx.
A la part occidental, no sols estaven les capelles reials de Seti I i els governants de la dinastia XXV, també s'hi trobava el no menys important edifici de la casa d'embalsament dels toros sagrats d'Apis.

### Monument a Apis
Les taules d'embalsament del bou sagrat Apis es troben al sud-oest, dins del recinte, en un edifici que data del regnat de Nectabeu II. Aquest monument al déu toro de la momificació es va erigir prop del gran temple de Ptah. Fou excavat al segle xx, i es constatà que l'edifici ja existia en la dinastia XXI i havia estat reformat diverses vegades, també en la dinastia XXVI.

Això és coherent amb Heròdot, que ens diu que aquesta part del temple fou construïda sota el regnat de Psamètic I, que
| «                          | "Havent-se apoderat Psamètic de tot Egipte, aixecà a Memfis, dedicant-los a Vulcà, els portals o propíleus que miren a migjorn, i al seu davant feu en honor d'Apis un palau envoltat de columnes i ple de figures esculpides, en què el déu Apis, el nom del qual en grec és Èpafos, es cria i viu, sempre que s'apareix als egipcis: les columnes del palau són altres colossos de dotze colzes cadascú." | » |
| — Heròdot, Llibre II, 153. | |   |

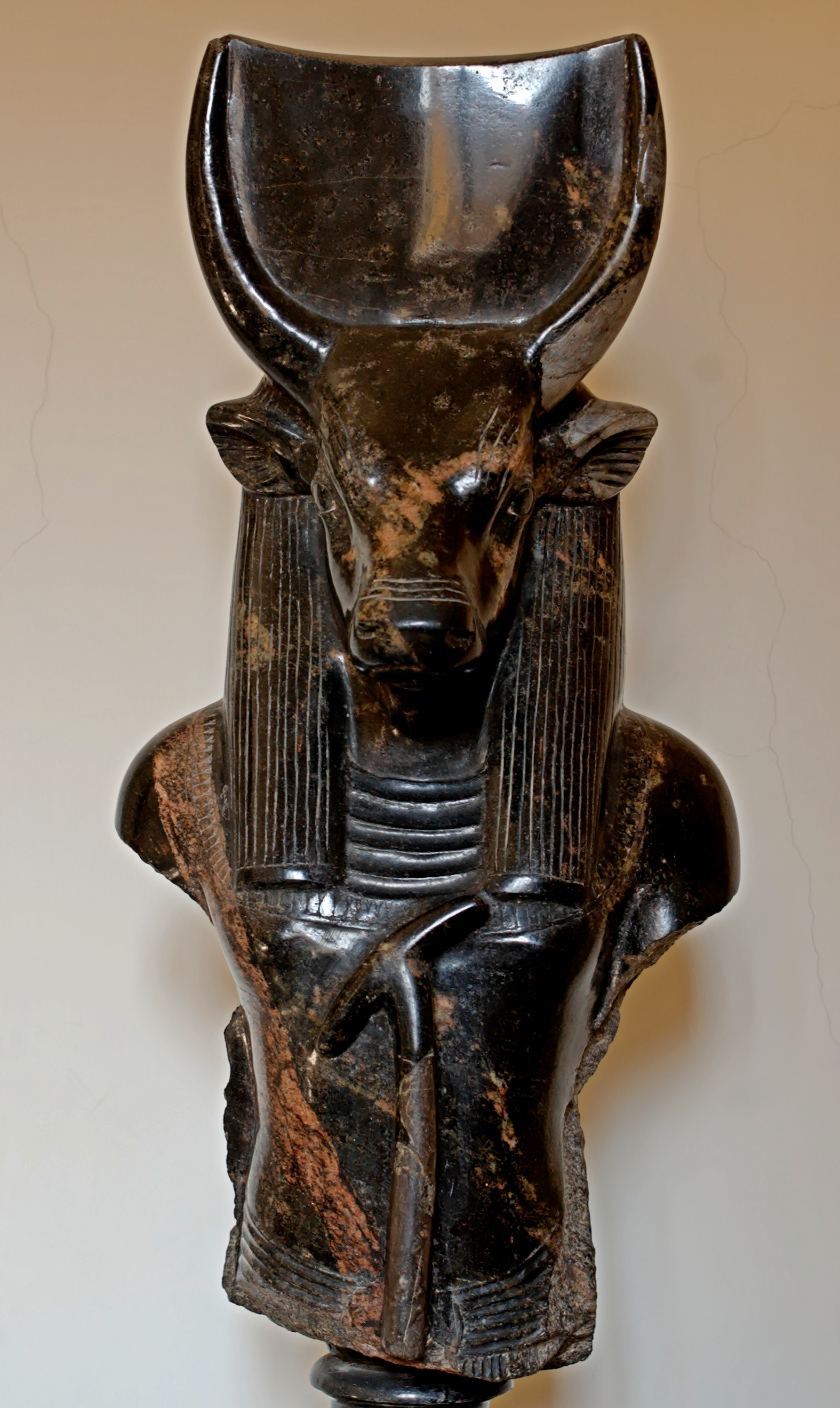
Estàtua antropomorfa del déu Apis.

Un dels cultes més populars de Memfis era al déu Apis, encarnat en Ptah en un toro sagrat. Els sacerdots es presentaven oficialment al temple de Ptah en una cerimònia digna de la coronació d'un rei. Un temple amb recinte reservat a ell i a la seua mare també es va associar a una forma de la dea Isis, i va tenir una gran participació en les festes de la ciutat, i exercí així aquesta regió un paper clau en el vincle del faraó amb els déus.
A la seua mort, es va fer un dol nacional i fou momificado amb les pràctiques especials d'Apis, d'acord amb la naturalesa divina, i fou enterrat amb tots els honors deguts a un déu a la necròpoli de Saqqara.
Primer el duien a l'ouâbet, és a dir, al 'lloc pur', per momificar-lo com un rei. S'utilitzà el lli més fi per als seus amulets, bolquers... i s'hi ficaren pedres precioses. Li cobriren el cap amb una màscara d'or i ompliren els gots amb les seues vísceres momificades; centenars d'estatuetes funeràries o Oushebti de bisons acompanyaren les restes.
Una vegada conclòs el temps de preparació del cos diví, una gran processó eixia de la sala d'embalsament cap al gran temple de Ptah, creuant la sala hipòstila, i llavors venien per la porta principal de la façana de la torre occidental els pelegrins a retre-li el darrer tribut. La processó es dirigia al lloc de l'enterrament del cos momificat del déu, en un altar especialment preparat.
El fet que el monument dedicat als ritus de momificació d'Apis siga a la part occidental de l'Hout-ca-Ptah no és casualitat, el representant occidental de temps per als antics egipcis era el món dels morts.
Segons Estrabó, en aquest pati es posava en llibertat el déu toro perquè els pelegrins i els devots li pogueren fer ofrenes. Diu que el temple d'Apis era semblant al de Ptah, o "al costat del temple de Vulcà", segons va informar Diodor de Sicília. Encara que no se n'ha trobat rastre, podem imaginar-los enfrontats i separats pel gran pati que Heròdot ens va descriure.

## La gran torre oest i la sala hipòstila del temple de Ptah

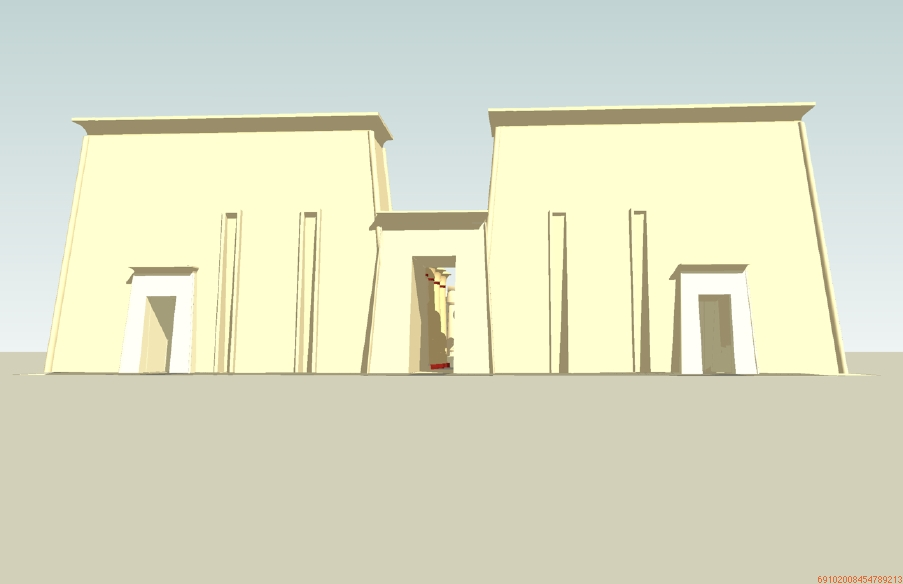
Restauració de la gran torre de Ramsés II

Seguint amb Heròdot, la font principal de l'antiga Memfis, la part occidental de la témenos es remunta a un rei que ell anomena "Rhampsinitus". El podríem dentificar amb el faraó Ramsés de l'Imperi Nou pels elements de la biografia del rei donada per sacerdots grecs visitants.
Altres escriptors de l'antiguitat, com Estrabó, visitaren aquesta part de la meitat del temple profà extasiats per les seues proporcions i la riquesa dels materials utilitzats.
El temple forma ací un nou eix que apunta a l'oest, cap al món occidental dels antics egipcis, és a dir, al món dels morts. És també, més enllà d'aquesta paret occidental i el seu portal, que s'ha trobat, més a l'oest, una necròpoli de l'Imperi Mitjà, i una altra que data de la dinastia XXII. També en aquesta àrea, en l'actualitat sota la ciutat moderna, estarien els altres temples consagrats a diversos faraons de l'Imperi Nou. Aquesta part de la ciutat, denominada Ânkh-Taouy, segons les fonts incloïa una capella o oratori de la dea Bastet, que sembla d'acord amb la presència dels monuments dels governants de la dinastia de Líbia després de Bubastis.
Les ruïnes de la torre i la sala hipòstila del temple de Ptah es pogueren identificats en un mapa per primera vegada durant l'expedició de Karl Richard Lepsius, que visità el lloc al 1842. Poc després, Auguste Mariette, al capdavant del Servei d'Antiguitats d'Egipte, continuaria estudiant el lloc, i els seus successors entre 1887-1888 i 1892, en realitzarien el primer pla.
Finalment, William Matthew Flinders Petrie el 1907 va revelar els principals vestigis del gran temple de Ptah; són les millors restes conegudes de l'Hout-ca-Ptah.

### La torre de Ramsés II
Situada al centre de la paret oest del recinte principal de la ciutat, la gran torre parteix del temple amb 64 m d'ample, i una mica més d'11 m d'espessor. Comparant-la amb les dimensions de la torre del temple d'Horus d'Edfú, amb els seus 79 m d'ample i 36 m d'alçària, podem imaginar les proporcions colossals triades per Ramsés II per decorar el santuari del déu Ptah.

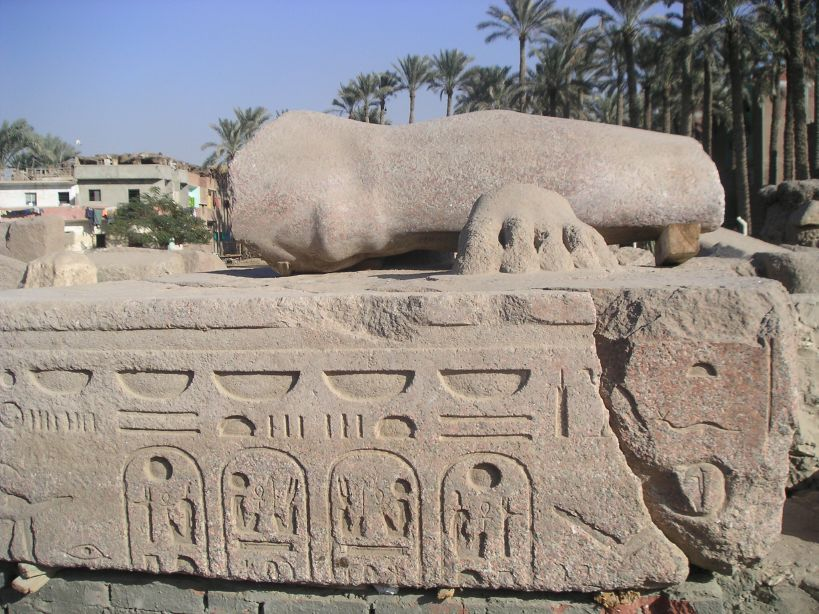
Restes d'un colós de Ramsés II al davant de la gran torre occidental del temple de Ptah

El testimoniatge d'Heròdot ens diu que aquest monument era precedit per dos gegants amb 12 m d'alçada. De fet, les restes destrossades d'aquestes estàtues de granit es troben al sòl pantanós que ha envaït la major part de l'espai ocupat per la sala hipòstila, que n'és el lloc d'accés.
Aquesta torre originària descoberta a Memfis, a més de les seues dimensions, s'obria davant tres portes:
- Dues de laterals donen accés als corredors, seguint la sala de columnes, i permeten l'accés al temple. Estaven fetes d'alabastre i presentaven, en el moment del seu descobriment, la inscripció mig esborrada del cartutx de Ramsés II.
- Una de central, més impressionant, s'obre directament a l'habitació i es reservava per a les cerimònies i processons dels festivals més importants de la ciutat; aquesta gran sala era símbol de la divinitat emergent. Estava feta de pedra arenisca i tenia una rampa equipada amb parapets de granit vermell amb cims arrodonits.

Totes les portes tenien els títols de Ramsés II, i també del fundador de la dinastia XX, Setnakht. El passatge, que travessava la gran torre, també tenia títols de Merneptah, que el succeí en el tron, i de Ramsés III.

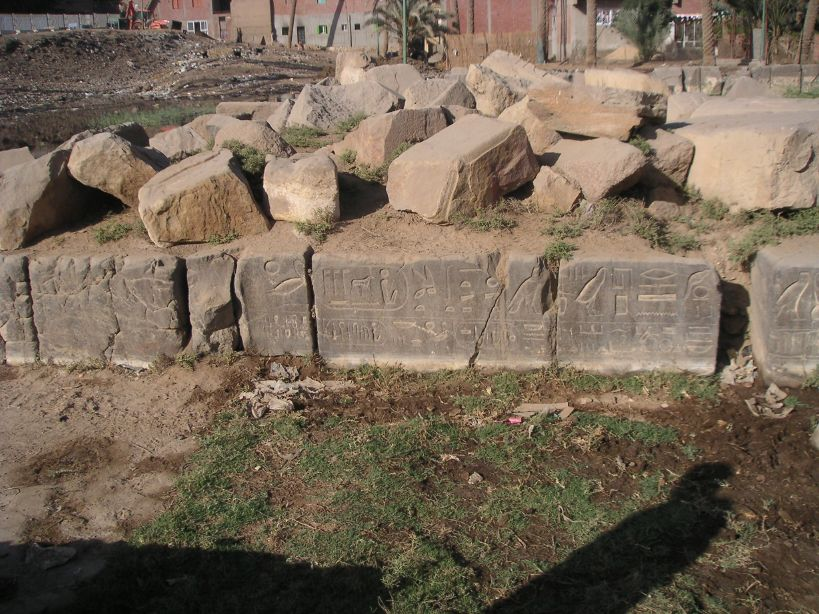
Base de la porta axial de la torre del temple de Ptah

Aquest monumental portal degué ser a prop de la gran torre d'Edfú, que també tenia tres portes al front. Les portes laterals són secundàries, molt menors que l'axial porta principal. També tenen a banda i banda dos pilars de la torre.
La porta donava accés a una sala de columnes axials la construcció de les quals té una gran originalitat.
En vista de les restes que es troben en aquest entorn, es tractaria d'un tron prou gran per a un colós. S'ha d'incloure una columnata o una cabina feta de granit amb columnes, que el rei havia pres d'un santuari de l'Antic Imperi. Una d'aquestes columnes monolítiques es mostra al Museu de la Universitat de Pennsilvània, i està decorada amb llegendes amb jeroglífics i representacions de Ramsés II fent ofrenes a Ptah, que es troba al sud del mur.
El gran colós que adornava la cort del gran temple se situa al nord-oest de l'eix principal de l'estació de servei. Una vegada més les llegendes jeroglífiques donen el títol de Ramsés II.
Just a l'oest d'aquesta estructura, s'ha descobert una porció d'un mur de maó, a més de les restes d'un monument amb el nom de Thutmosis IV. Podrien ser restes de la torre o de la porta gran que el faraó havia construït per l'Hout-ca-Ptah, amb algunes esteles conservades. D'acord amb aquestes representacions, els relleus que decoraven l'edifici representaven el rei davant el déu Ptah, que apareixia al santuari. El rei porta la corona de la Tatenen i apareix massacrant ritualment els enemics d'Egipte. Aquest monument marcava l'hora d'entrada al recinte del témenos de Ptah.

### La sala hipòstila

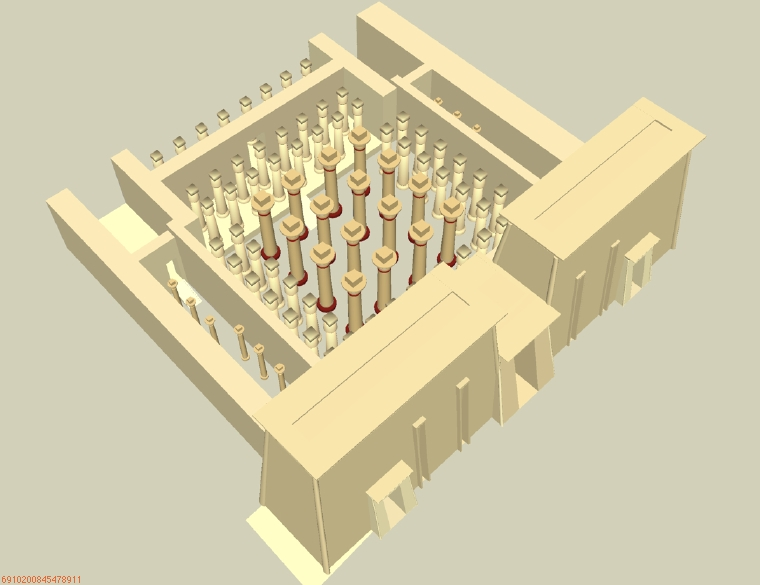
Recreació de la sala hipòstila del temple de Ptah en l'època de Ramsés II

Aquest és el lloc precís on feren la primera exploració prussiana de 1842, dirigida per Karl Richard Lepsius i on identificaren les ruïnes de la primera sala hipòstila. El plànol general podria haver estat com l'era llavors, un conjunt de roques de granit localitzades en una depressió, interrompuda per la trajectòria de les parets de tova del gran temple.
Quasi quaranta anys més tard s'hi feu una altra exploració, sota la direcció de George Daressy, després d'una campanya d'Auguste Mariette, i d'aleshores ençà n'aparegué la gran torre i les tres portes.
Per la identificació de les parets laterals del temple, els arqueòlegs van veure delineat un gran pati envoltat de pòrtics. En l'eix de les bases d'aquest últim hi ha dotze columnes més grans que les que envolten la plaça, alineades en una "T".
Se n'han desenterrat molts fragments d'esteles, estàtues, a voltes senceres. Aquest conjunt que adornava el temple envoltava les dues grans estàtues que representen al déu Ptah, i són ara al Museu del Caire.
Una dècada més tard, William Matthew Flinders Petrie va dirigir-hi un treball arqueològic de gran magnitud. Arribà als ciments de l'edifici i va descobrir que era en realitat una gran sala hipòstila que era on una vegada havia estat identificat un pati peristil.
Aquesta habitació té un plànol inusual en comparació a les grans sales hipòstiles de Karnak i el Ramesseum, perquè com una basílica, el temple de Ptah té quatre files de quatre columnes centrals. Són setze columnes campaniformes, que sustentaven un sostre de vint metres d'alçària.
Les naus laterals tenien 34 columnes de granit que envoltaven la sala per tres costats en lloc de dues parts com en els exemples de Tebes. Només se'n conserven les bases de les columnes i la part inferior dels murs.
Els passadissos laterals d'accés directe per la torre gran també tenien columnes, amb dues portes equipades contra la torre. Les parets d'aquestes parts tenen són del granit negre titular de Ramsés II.
La sala i la seva torre, doncs, es van fundar en la segona part del regnat de Ramsés II; la decoració, la continuaria el seu fill i pogué ser completat pels successors de Ramsés que intentaven reviure la glòria del seu avantpassat.
Hi ha, a més una columnata, que sembla remuntar-se a la dinastia XVIII, i les columnes tenen el títol del gran Ramsés II i el de Seti, el seu net.
Dins de la sala hipòstila, hi ha moltes estàtues dipositades com a ofrena votiva pels pelegrins i els sacerdots del déu, i grups d'estàtues amb els noms de Ramsés II. Aquest edifici monumental complementaria o tal vegada ampliaria l'antic temple de Ptah, i demostra la bona voluntat dels faraons en honor del déu de Memfis.

## El santuari de Ptah

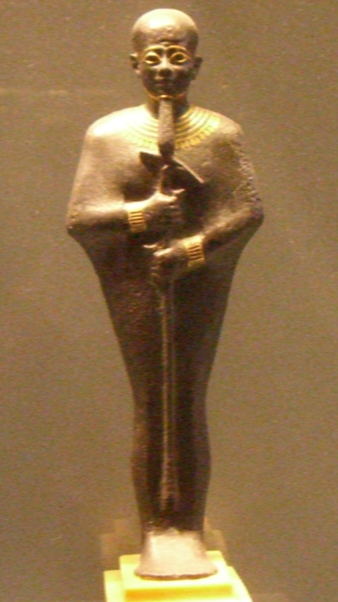
El déu Ptah. Estàtua del Museu de Louvre

No hi ha res tangible en l'actualitat de l'interior del santuari del temple de Ptah.
Podem, però, fer-nos una idea de la seua esplendor per les descripcions donades pels viatgers àrabs que visitaren les ruïnes de Memfis i el seu gran temple: descrivien una capella de pedra amb reflexos verds.
La casa verda fou tallada probablement a partir d'un bloc de basalt verd i produeix una gran impressió, tant per la qualitat dels relleus de pedra com per les proporcions: amb una alçària de quasi cinc metres, una longitud de quatre i tres de front, i els costats d'un metre de grossor.

Així és com l'historiador àrab al-Ahmad Maqrizi descriu el monument que encara veia un segle més tard:
| « | Veiérem a Memfis (...) una casa d'aquesta dura pedra de granit, que era d'una sola peça. Veiérem per damunt de las figures esculpides i l'escriptura, a la cara de la porta, unes figures de serps. | » |

Aquesta descripció coincideix amb la de la nau del gran temple de Ptah-Ca-Hout. Abdul-Latif, metge i geògraf àrab igualment famós del s. XIII, va descriure'l com "col·locat en un magnífic temple construït amb grans pedres unides amb la major precisió i l'art més perfecte".
Dins de la naos s'havia de trobar una altra capella de menor grandària amb l'estàtua del déu, objecte de culte del temple.
Una evocació de la capella sagrada sembla que ens ha arribat per un petit amulet d'or trobat en la mòmia d'Oundjebaoundjed, ministre de Psusennes I, enterrat a la necròpoli reial de Tanis, al costat del seu sobirà. Aquesta petita joia és un santuari que conté una estatueta de lapislàtzuli del déu Ptah. Les parets de la nau estan cobertes amb relleus en miniatura que representen deïtats, i la llinda de la porta conté un disc solar alat. A cada costat de la porta es poden veure dues columnes amb representacions que també es troben en els principals pilars de les tombes de dignataris de les dinasties XVIII i XIX desenterrats a Saqqarah, la qual cosa ens dona un testimoniatge preciós dels símbols que envolten la divinitat en el seu santuari de Memfis.

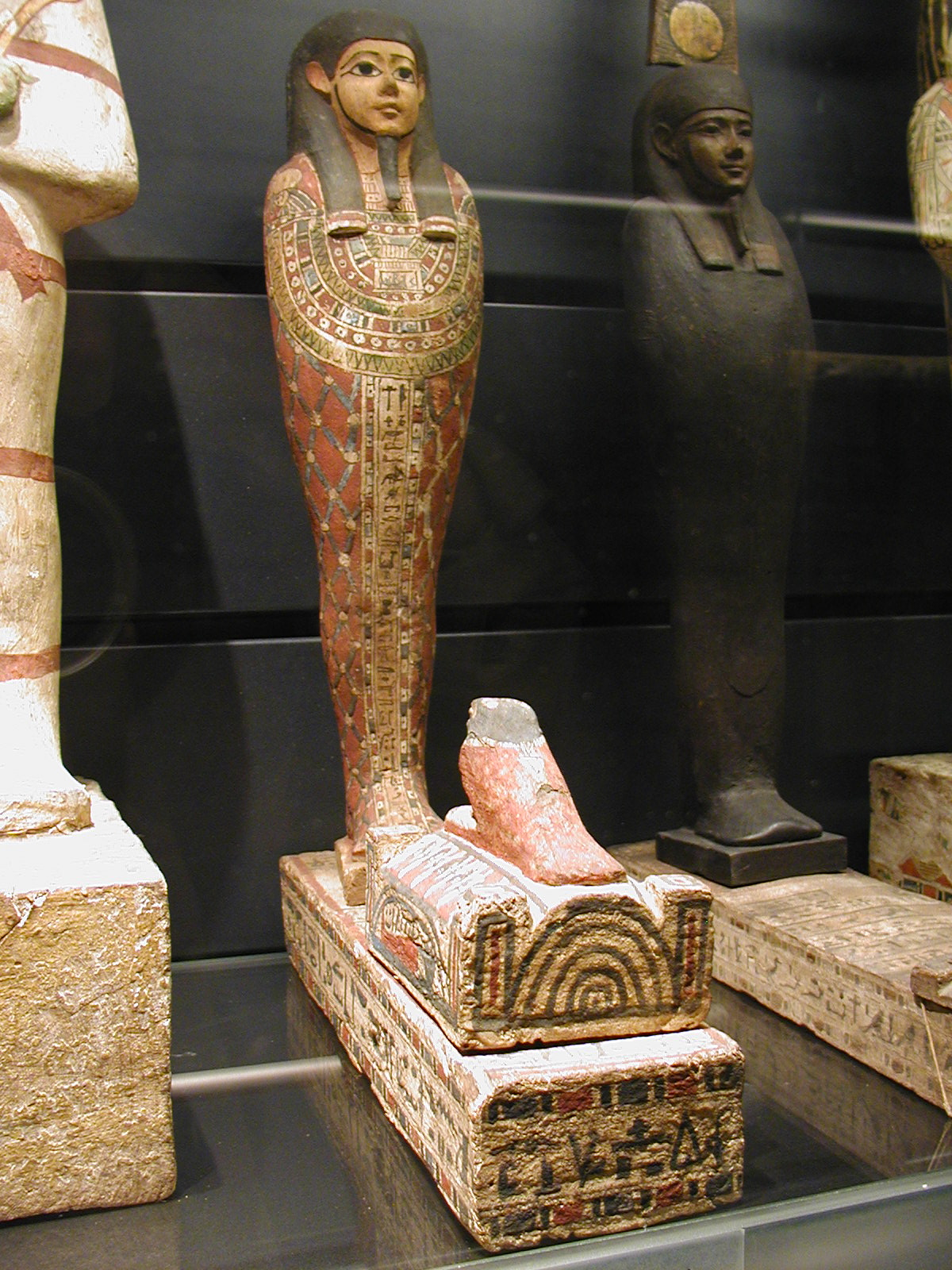
Estatueta de Ptah-Sokar-Osiris davant la qual es mostra la tomba d'Osiris

El pilar djed és un dels símbols més sagrats de la mitologia egípcia. Associat al déu Osiris, fou aviat un dels símbols del déu Ptah; aquestes dues deïtats encara es connecten més pel sincretisme amb el déu Sokar, i formen a Memfis una sola deïtat, especialment honorat als cementiris que es propaguen a l'horitzó de l'oest de la ciutat (mort).
El déu Ptah sovint sosté un ceptre compost que és precisament un d'aquests pilars sagrats. Segons la tradició, aquest pilar es conserva al gran temple del déu a Memphis i el faraó havia d'anar-hi a practicar un ritu conegut com l'erecció del ritu djed, que assegurava la restauració de l'estabilitat de l'univers alhora que simbolitzava la resurrecció del déu.
Petrie durant les excavacions efectuades al s. XX, va revelar les restes del santuari principal del temple. Els blocs de les parets de quarsita tallada de color groc que representen la dea Sekhmet a qui el rei fa una ofrena, pertanyen a una capella o sala del temple erigit per Amenofis III. Descansava en una base de granit roig del mateix període.
També van descobrir fragments d'una altra capella amb el nom d'Amasis, també de quarsita i granit. Les parets tenen relleus tallats amb un retrat del rei que ara s'exhibeix al Museu d'Edimburg.
Aquest gran santuari es va articular amb els quatre recintes del temple als quals donaven accés les quatre portes principals. Alguns autors fan una comparança directa amb el plànol del temple d'Amon-Ra de Karnak, que té similituds amb el de Ptah de Memfis.
Manquen, però, al gran temple de Ptah les restes d'obeliscs monumentals.

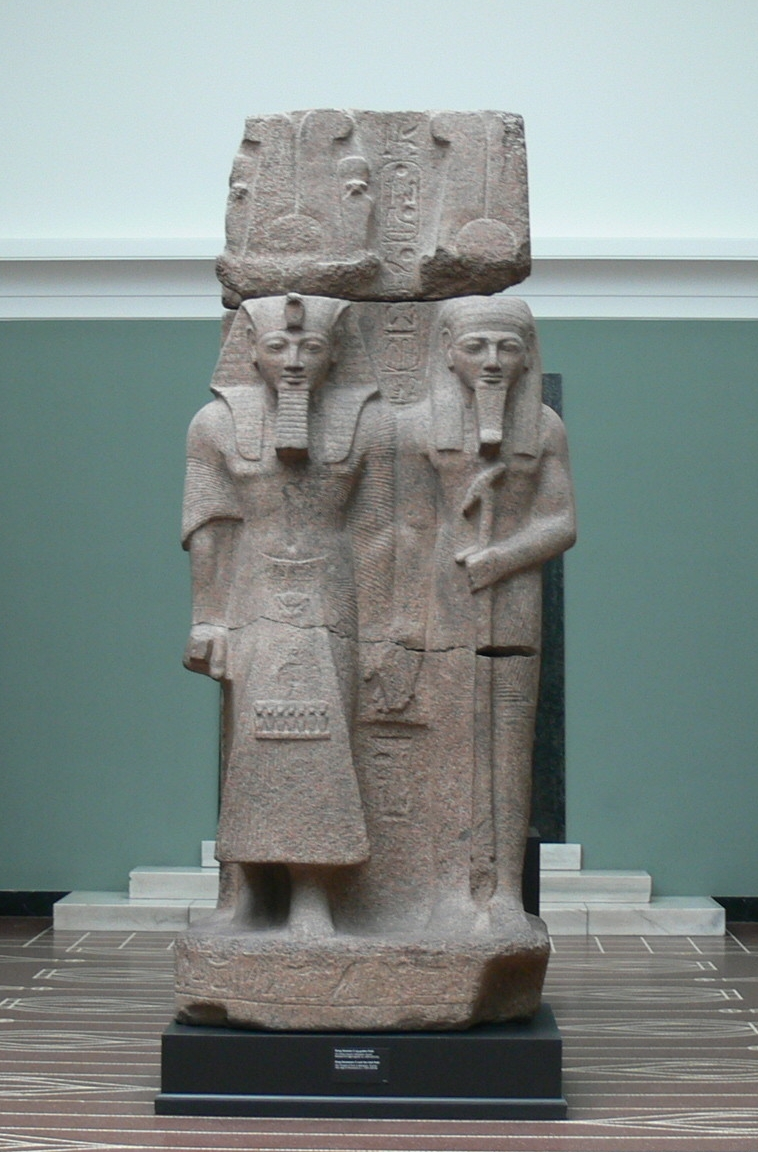
Estàtua de Ramsés II i el déu Ptah-Tatenen que es troba a lHout-ca-Ptah

Els textos antics ens diuen que, efectivament, el culte de Sokar i el seu Henu (vaixell sagrat) era a l'Hout-ca-Ptah. El santuari de Sokar a Memfis s'ha considerat una casa de tombes d'Osiris, que manté el cap del déu. Aquest santuari fou el centre de grans cerimònies religioses que tenen lloc en el mes de Khoiak, quan la passió i resurrecció del déu se celebra en tot el país en els seus principals llocs de culte.
Aquest conjunt d'habitacions connectades entre si es posaven sempre a l'oest del santuari principal del temple. Les inscripcions jeroglífiques que cobreixen els diversos santuaris dedicats a Sokar es refereixen clarament a l'ermita de Memfis com el lloc on es recollien els diferents membres del déu Osiris per dur-ne a terme la momificació amb l'ajuda d'Anubis, Isis i Neftis.
Durant l'excavació del Departament d'Antiguitats d'Egipte al s. XIX, les restes d'una porta de gres es trobaren prop de la sala hipòstila on originàriament s'aixecava el temple. Aquesta és potser una de les portes que donaven accés a les sales del santuari de Sokar.
Una altra deïtat que s'hi identificà fou Tatenen, antic déu de la regió de Memfis, representava l'aspecte dinàmic del déu Ptah i, com a tal, està estretament vinculat amb el mite de la creació de l'univers, que simbolitza la Terra. Aquest aspecte del déu solar Ptah està representat per la corona de Tatenen, que inclou el disc solar flanquejat per dues plomes. Aquesta és també la corona usada pel colós de granit gran Ramsés II, que es va situar en la porta del temple est.
Així, és probable que l'expansió a l'est del gran temple de Ptah es dedicara específicament a aquest déu en la seua forma de Tatenen, amb un altar de cara al sol naixent.

## Exploració i interpretació dels resultats últims
L'any 1970 i de 1984 a 1990, les excavacions de la Societat d'Exploració d'Egipte a Londres eprendre continuaren l'exploració de la sala hipòstila i de la gran torre de Ramsés II: hi descobriren que els blocs de granit duien els annals del regnat d'Amenemhet II.
Veieren que les capes per sota dels fonaments del temple, situades a l'est de la sala hipòstila, no es veuen afectades per l'ocupació humana i corresponen al llit d'arena d'un antic riu, i potser era el Nil.
Així, tot i reconstruïda més endavant, i tot i haver albergat un gran santuari al déu Ptah, la gran cambra ara es coneix més o menys seguint la trajectòria del recinte del temple ramèsida; fou probablement fundada per Seti I i desenvolupada amb mestratge per Ramsés i els seus fills. Aquesta expansió del santuari de Ptah fou possible pel moviment del Nil cap a l'est. S'alliberaren així noves terres verges, particularment propícies per a la fundació d'un nou monument. Per a això, utilitzaren les restes dels edificis majors de Ramsés que havien caigut en desús o havien estat maltractats pel pas del temps, i tenien molt en compte els materials de construcció per al lloc de Memfis i també de Saqqara.
Aquests grups de monuments antics reutilitzats per a la nova construcció són característics del regnat de l'època ramèsida primerenca.
Després de la caiguda de la dinastia de Thutmosides, Horemheb i el primer ramèsida s'esforçaren en la ciutat de Memfis, i en les principals ciutats d'Egipte, per eliminar l'experiència religiosa d'Akhenaton.
Sabem que un temple de Neb-Maat-Re fou unit amb el de Ptah a Memfis, i un temple d'Aten hi està testificat també. De fet, els blocs que es troben al gran recinte de Memfis indiquen l'existència de la sala hipòstila de la dinastia XIX, d'un edifici d'Amenofis III, el mateix probablement transformat després per Akhenaton per a un temple dedicat al culte del déu sol Aton. Això explicaria les nombroses restes descobertes amb els noms d'aquests dos faraons de la dinastia XVIII, que no van poder ser vinculats a un context específic arqueològic fora de la seua reutilització en monuments posteriors.
Sembla, doncs, que el temple de Ptah inclou la dinastia XVIII i anteriors, i els dipòsits de les fundacions en el nom de Thutmosis IV, descoberts a l'oest de la torre de gran Ramsés II, són un indici important per a aquesta identificació. Les excavacions de gran grandària, però, són ara impossibles a causa de la ubicació teòrica d'aquest temple, que és cobert per les cases de la petita ciutat de Mit-Rahineh.